# 陈铭 (普定)
陈铭，中华人民共和国政治人物、全国脱贫攻坚先进个人。

## 生平
陈铭任普定县猴场乡仙马村第一书记，中国航发贵阳发动设计研究所后勤保障部副部长。因在脱贫攻坚战中作出突出贡献，2021年2月25日全国脱贫攻坚总结表彰大会上，陈铭被授予“全国脱贫攻坚先进个人”。